# Sixième République (Niger)
Pour les articles homonymes, voir Sixième République.
2009–2010
La Sixième République, officiellement République du Niger, est le régime politique en vigueur au Niger entre le 4 août 2009 au 18 février 2010,.
Ce régime éphémère, de type républicain, a succédé à la Cinquième République, qui avait été établie en 1999, avant d'être remplacé à son tour par la Septième République.

## Histoire
La constitution de la Cinquième République limite à deux le nombre de mandats présidentiels au Niger. En 2009, pour briguer un troisième mandat, Mamadou Tandja alors Président de la république du Niger promulgue un décret présidentiel convoquant un référendum pour modifier la constitution. Ce décret est annulé par la Cour constitutionnelle du Niger le 12 juin 2009. Le 26 juin, il s'arroge les pleins pouvoirs qui lui permettent de gouverner directement via des ordonnances et des décrets. Le 29 juin, il limoge son gouvernement et la cour constitutionnelle. Le 3 juillet il promulgue de nouveau un décret appelant à un référendum sur la révision de la constitution pour le 4 août . Le référendum a lieu le 4 août, le oui l'emporte à 92% et la nouvelle constitution est promulguée.
L'opposition à Mamadou Tandja, perçoit ce référendum comme un « coup d'État constitutionnel,, ».
La Sixième République dure moins d'un an. Le coup d'État du 18 février 2010 y met fin. Par la voix du colonel Abdoulkarim Goukoye sur la radio publique nigérienne Voix du Sahel, le Conseil suprême pour la restauration de la démocratie (CSRD) annonce la suspension de la Sixième République et la dissolution de toutes les institutions qui en sont issues,.

## Principales évolutions
La Constitution de la Sixième République renforce les pouvoir du président, elle instaure un régime présidentiel fort notamment via son article 48:
« Le Président de la République est le détenteur exclusif du pouvoir exécutif.
Il est le chef du Gouvernement.
Il nomme le Premier ministre et les membres du Gouvernement et fixe leurs attributions.
Le Premier ministre et les membres du Gouvernement sont responsables devant lui. Il met fin à leurs fonctions ».
La nouvelle constitution instaure le bicamérisme avec la création d'une Assemblée Nationale. Seul le Sénat existait jusque là. Le nombre de mandats présidentiels pour une même personne n'est plus limité.
L'article 105 prévoit de porter le nombre des membres de la Cour constitutionnelle à neuf au lieu de sept. Cinq d'entre eux sont nommés par le président.